# Alexandre Delmer (père)
Pour les articles homonymes, voir Alexandre Delmer.
 (avril 2019).
Si vous disposez d'ouvrages ou d'articles de référence ou si vous connaissez des sites web de qualité traitant du thème abordé ici, merci de compléter l'article en donnant les références utiles à sa vérifiabilité et en les liant à la section « Notes et références ».
Alexandre Charles Delmer (13 juillet 1835 - 7 avril 1915) est un journaliste catholique belge, docteur en philosophie et lettres.

## Biographie
Alexandre Charles Delmer ert né à Ath, le 13 juillet 1835, de Louis Delmer et d’Adélaïde Deghistelle. Le 22 octobre 1874, il épouse à Saint-Léger, au Luxembourg, Marie Fannélie Lavaux, dont il aura cinq enfants, parmi lesquels: Alexandre Delmer, fils. Il était le beau-frère de l’historien belge Godefroid Kurth et l'ami intime d'Eugène Moressée et de Victor Henry. Il meurt à Liège, le 7 avril 1915, à l’âge de 79 ans, alors qu’il était bibliothécaire à l’Université de Liège, depuis le 28 février 1890.
Après des humanités à l’Athénée de Bruxelles, il entre à l’Université de Liège, où il décroche, en août 1855, le diplôme de Docteur en Philosophie et Lettres. Il travaille quelques années comme précepteur dans son Hainaut natal, puis comme fonctionnaire au Ministère de l’Intérieur. 
Sa carrière journalistique commence à L’Universel (fondé par Jules Gondon, un ancien collaborateur de Louis Veuillot), alors sous la direction de Prosper de Haulleville. Après cet apprentissage, il devient, en 1862, rédacteur en chef d’un hebdomadaire, édité par H. Goemaere, Le Courrier de Bruxelles.
En 1863, il participe activement au premier Congrès de Malines, comme secrétaire de presse. Il y fait la connaissance de plusieurs journalistes étrangers, avec qui il restera en rapport.
En décembre 1863, il se voit confier le Bulletin politique, consacré à la politique étrangère, dans le Journal de Bruxelles. Mais, à la suite de dissensions, il finit par démissionner, le 3 juillet 1871, après sept ans de service.
C’est alors qu’il décide, avec son frère Frédéric, de trouver l’argent nécessaire pour fonder une Société en commandite Delmer et Cie, afin de publier un nouveau journal catholique à Bruxelles, mais une partie du clergé, qui répugne à disperser se forces, refuse de le financer. Delmer se tourne alors vers le Bien Public et quelques autres partenaires, et le 18 décembre 1871, publie le premier numéro du Courrier de Bruxelles, quotidien dont il sera l’administrateur de janvier 1877 à mars 1883. Il donnera sa démission, le 2 déc. 1889.
Grâce à l’intervention de son beau-frère, l’historien Godefroid Kurth, il est nommé, dès février 1890, bibliothécaire de l’Université de Liège, où il restera jusqu’à sa mort. De 1884 à 1894, il est correspondant au Tijd d’Amsterdam; de 1885 à 1905, au Handelsblad van Antwerpen; de 1889 à 1908, à L’Eclair de Montpellier et de 1896 à 1908, au Diario de Barcelona.